# Sagraea
Sagraea là chi thực vật có hoa trong họ Mua.